# Liste des monuments historiques de Genk
Cette page regroupe l'ensemble des monuments classés de la ville de Genk.
| Objet                                                 | Statut du classement? | Année de construction/architecte | Section communale | Adresse                  | Coordonnées                      | Numéro d'inventaire | Illustration                                          |
| ----------------------------------------------------- | --------------------- | -------------------------------- | ----------------- | ------------------------ | -------------------------------- | ------------------- | ----------------------------------------------------- |
| (nl) Kapel Onze-Lieve-Vrouw-van-d'Ierd                |                       |                                  | Genk              | D'Ierdstraat             | 50° 57′ 35″ nord, 5° 29′ 43″ est | 21604               | (nl) Kapel Onze-Lieve-Vrouw-van-d'Ierd                |
| (nl) Woonhuis                                         |                       |                                  | Genk              | Driehoevenstraat 4-4A-4B | 50° 59′ 55″ nord, 5° 29′ 38″ est | 21605               | (nl) Woonhuis                                         |
| (nl) Herenhuis eclectische stijl                      |                       |                                  | Genk              | Grotestraat 10           | 50° 57′ 50″ nord, 5° 29′ 51″ est | 21606               | (nl) Herenhuis eclectische stijl                      |
| (nl) Sint-Antoniuskapel                               |                       |                                  | Genk              | Hasseltweg               | 50° 57′ 34″ nord, 5° 26′ 54″ est | 21608               | (nl) Sint-Antoniuskapel                               |
| (nl) Parochiekerk Sint-Martinus                       |                       |                                  | Genk              | Berglaan 1               | 50° 57′ 50″ nord, 5° 30′ 03″ est | 21611               | (nl) Parochiekerk Sint-Martinus                       |
| (nl) Langgestrekte hoeve                              |                       |                                  | Genk              | Kiezelstraat 3           | 50° 58′ 07″ nord, 5° 31′ 34″ est | 21612               | (nl) Langgestrekte hoeve                              |
| (nl) Langgestrekte hoeve                              |                       |                                  | Genk              | Smeilstraat 15           | 50° 56′ 30″ nord, 5° 31′ 43″ est | 21615               | (nl) Langgestrekte hoeve                              |
| (nl) Café, voormalige watermolen                      |                       |                                  | Genk              | Molenstraat              | 50° 57′ 52″ nord, 5° 30′ 23″ est | 21616               | (nl) Café, voormalige watermolen                      |
| (nl) Onze-Lieve-Vrouwekapel                           |                       |                                  | Genk              | Neerzijstraat            | 50° 58′ 08″ nord, 5° 31′ 53″ est | 21617               | (nl) Onze-Lieve-Vrouwekapel                           |
| (nl) Parochiekerk Onze-Lieve-Vrouw-van-de-Rozenkrans  |                       |                                  | Genk              | Rozenkranslaan           | 50° 57′ 41″ nord, 5° 29′ 10″ est | 21618               | (nl) Parochiekerk Onze-Lieve-Vrouw-van-de-Rozenkrans  |
| (nl) Watermolen                                       | Oui                   |                                  | Genk              | Slagmolenweg 76          | 50° 57′ 36″ nord, 5° 28′ 22″ est | 21619               | (nl) Watermolen                                       |
| (nl) Neoclassicistisch voormalig gemeentehuis         |                       |                                  | Genk              | Hoogstraat 2-4           | 50° 57′ 48″ nord, 5° 29′ 56″ est | 21620               | (nl) Neoclassicistisch voormalig gemeentehuis         |
| (nl) Woning van 1844                                  |                       |                                  | Genk              | Stationsstraat 13        | 50° 57′ 51″ nord, 5° 29′ 57″ est | 21621               | (nl) Woning van 1844                                  |
| (nl) Langgestrekte hoeve                              |                       |                                  | Genk              | Turfstraat 97            | 50° 57′ 54″ nord, 5° 26′ 07″ est | 21623               | (nl) Langgestrekte hoeve                              |
| (nl) Langgestrekte hoeve                              |                       |                                  | Genk              | Zonhoverweg 125          | 50° 58′ 37″ nord, 5° 26′ 25″ est | 21625               | (nl) Langgestrekte hoeve                              |
| (nl) Kasteel van Bokrijk                              | Oui                   |                                  | Genk              | Bokrijklaan 6            | 50° 58′ 07″ nord, 5° 24′ 31″ est | 21626               | (nl) Kasteel van Bokrijk                              |
| (nl) Langgestrekte hoeve                              |                       |                                  | Genk              | Langerloweg 85           | 50° 56′ 52″ nord, 5° 29′ 55″ est | 21627               | (nl) Langgestrekte hoeve                              |
| (nl) Schacht en schachttoren                          | Oui                   |                                  | Genk              | André Dumontlaan         | 50° 59′ 43″ nord, 5° 32′ 21″ est | 200576              | (nl) Schacht en schachttoren                          |
| (nl) Ontvangstgebouw                                  | Oui                   |                                  | Genk              | André Dumontlaan         | 50° 59′ 43″ nord, 5° 32′ 16″ est | 200577              | (nl) Ontvangstgebouw                                  |
| (nl) Ophaalgebouw                                     | Oui                   |                                  | Genk              | André Dumontlaan         | 50° 59′ 41″ nord, 5° 32′ 16″ est | 200578              | (nl) Ophaalgebouw                                     |
| (nl) Ventilatorgebouw                                 | Oui                   |                                  | Genk              | André Dumontlaan         | 50° 59′ 43″ nord, 5° 32′ 13″ est | 200579              | (nl) Ventilatorgebouw                                 |
| (nl) Hoofdgebouw                                      | Oui                   |                                  | Genk              | André Dumontlaan         | 50° 59′ 41″ nord, 5° 32′ 12″ est | 200585              | (nl) Hoofdgebouw                                      |
| (nl) Betonnen voetgangerspasserel                     | Oui                   |                                  | Genk              | André Dumontlaan         | 50° 59′ 43″ nord, 5° 32′ 12″ est | 200586              | (nl) Betonnen voetgangerspasserel                     |
| (nl) Parochiekerk Christus-Koning                     | Oui                   |                                  | Genk              | Duinenlaan               | 51° 00′ 01″ nord, 5° 31′ 48″ est | 200588              | (nl) Parochiekerk Christus-Koning                     |
| (nl) Parochiekerk Sint-Albertus                       | Oui                   |                                  | Genk              | Cockerillplaats          | 51° 00′ 34″ nord, 5° 30′ 49″ est | 200589              | (nl) Parochiekerk Sint-Albertus                       |
| (nl) Parochiekerk Heilig-Hart                         |                       |                                  | Genk              | Evence Coppéeplaats      | 50° 58′ 21″ nord, 5° 28′ 57″ est | 200590              | (nl) Parochiekerk Heilig-Hart                         |
| (nl) Schachten en schachttorens                       | Oui                   |                                  | Genk              | Evence Coppéelaan        | 50° 58′ 56″ nord, 5° 29′ 24″ est | 200592              | (nl) Schachten en schachttorens                       |
| (nl) Ophaalgebouwen                                   | Oui                   |                                  | Genk              | Evence Coppéelaan        | 50° 58′ 57″ nord, 5° 29′ 28″ est | 200593              | (nl) Ophaalgebouwen                                   |
| (nl) Compressoren- en ventilatorengebouw              | Oui                   |                                  | Genk              | Evence Coppéelaan        | 50° 58′ 57″ nord, 5° 29′ 26″ est | 200594              | (nl) Compressoren- en ventilatorengebouw              |
| (nl) Ontvangstgebouwen en aanhorigheden               |                       |                                  | Genk              | Evence Coppéelaan        | 50° 58′ 55″ nord, 5° 29′ 24″ est | 200595              | (nl) Ontvangstgebouwen en aanhorigheden               |
| (nl) Ketelhuis, electrische centrale en aanhorigheden | Oui                   |                                  | Genk              | Evence Coppéelaan        | 50° 58′ 58″ nord, 5° 29′ 18″ est | 200597              | (nl) Ketelhuis, electrische centrale en aanhorigheden |
| (nl) Centraal magazijn                                | Oui                   |                                  | Genk              | Evence Coppéelaan        | 50° 59′ 00″ nord, 5° 29′ 15″ est | 200600              | (nl) Centraal magazijn                                |
| (nl) Paardenstallen (voormalige)                      | Oui                   |                                  | Genk              | Evence Coppéelaan        | 50° 58′ 59″ nord, 5° 29′ 10″ est | 200601              | (nl) Paardenstallen (voormalige)                      |
| (nl) Directeurswoning                                 | Oui                   |                                  | Genk              | Marcel Habetslaan 58     | 51° 00′ 45″ nord, 5° 29′ 34″ est | 201207              | (nl) Directeurswoning                                 |